# Cleburne
Cleburne è un comune (city) degli Stati Uniti d'America e capoluogo della contea di Johnson nello Stato del Texas. La popolazione era di 29 377 abitanti al censimento del 2010.

## Geografia fisica
Secondo lo United States Census Bureau, la città ha una superficie totale di 84,06 km², dei quali 76,61 km² di territorio e 7,45 km² di acque interne (8,86% del totale).

## Società

### Evoluzione demografica
Secondo il censimento del 2010, la popolazione era di 29 377 abitanti.

### Etnie e minoranze straniere
Secondo il censimento del 2010, la composizione etnica della città era formata dall'82,35% di bianchi, il 4,4% di afroamericani, lo 0,69% di nativi americani, lo 0,5% di asiatici, lo 0,31% di oceanici, il 9,36% di altre razze, e il 2,39% di due o più etnie. Ispanici o latinos di qualunque razza erano il 27,13% della popolazione.